# Sud-Aviation
La société nationale de constructions aéronautiques Sud-Aviation, connue sous le nom abrégé Sud-Aviation, est un constructeur aéronautique français existant entre 1957 et 1970.

## Historique

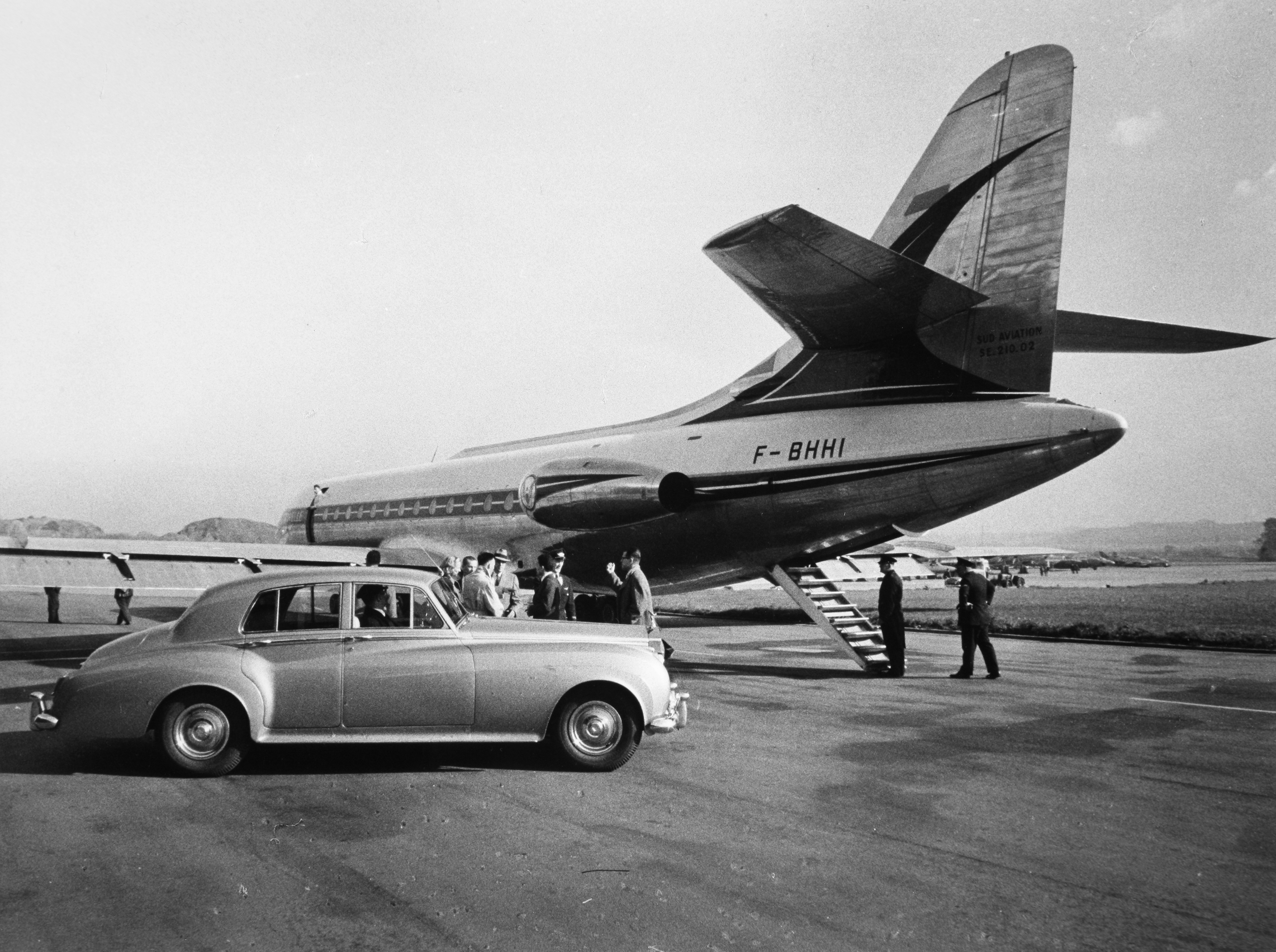
Le second prototype de la Caravelle inspecté par Charles de Gaulle en 1959.

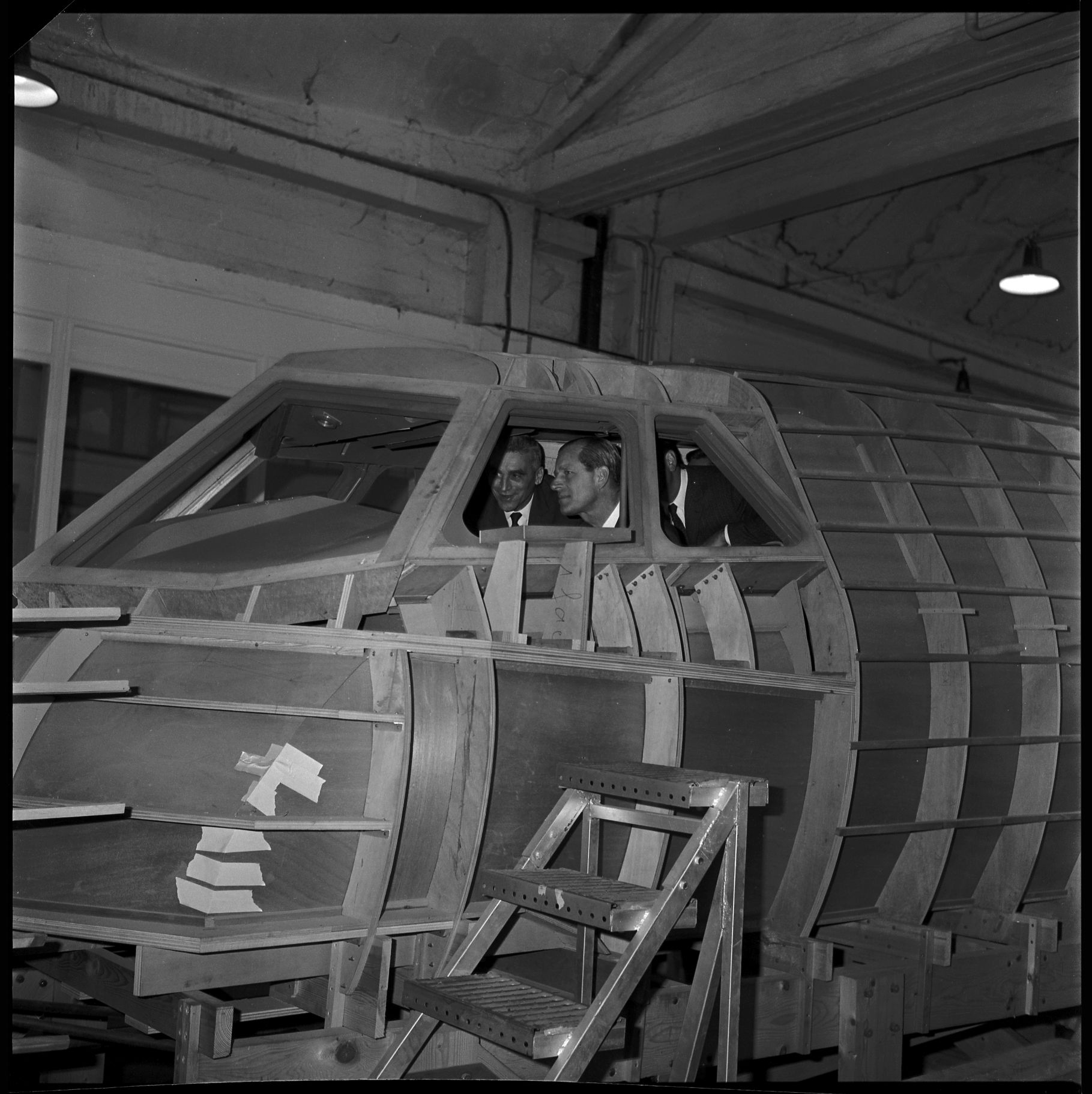
Le prince Philip Mountbatten visitant un cockpit (prototype en bois ?) en 1965.

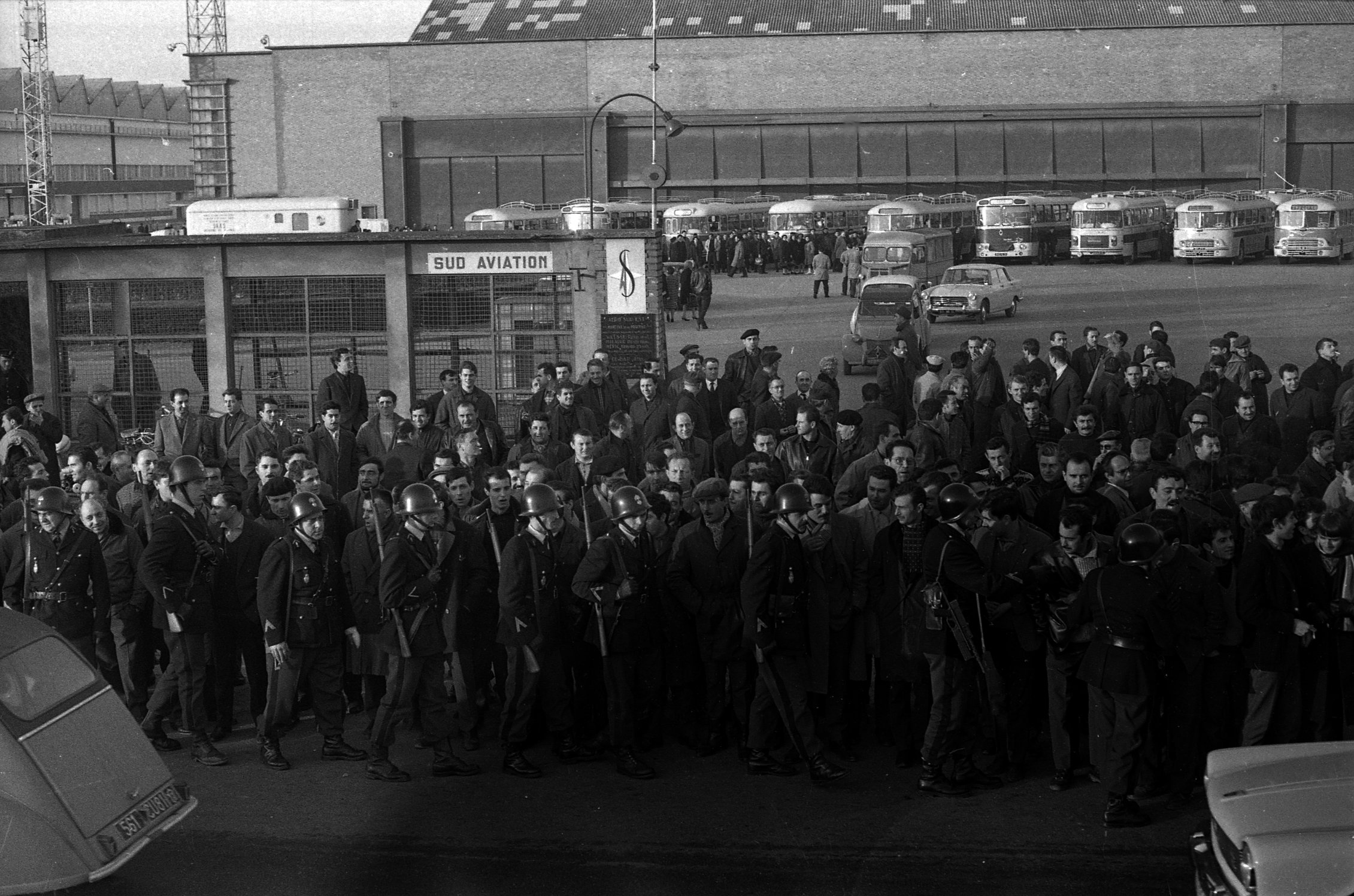
Ouvriers en grève de l'usine de Saint-Martin-du-Touch le 31 janvier 1967, encadrés par des Gendarmes mobiles.

Sud-Aviation est créée le 1er mars 1957 par la fusion de la Société nationale des constructions aéronautiques du Sud-Ouest (SNCASO) et de la Société nationale des constructions aéronautiques du Sud-Est (SNCASE). 
Au 31 décembre 1964, elle est la première entreprise aéronautique d'Europe occidentale continentale avec 24 500 employés, des sites dans dix villes françaises, 71 hectares de surfaces couvertes développées et 9 370 machines-outils. En 1965, elle absorbe la Sferma.
La société est connue du grand public par ses avions Caravelle et Concorde, ses hélicoptères Alouette, Frelon et Puma. Elle est également constructeur d'appareils électroménagers (lave-linge, lave-vaisselle, téléviseur) sous les noms de marques pour grand public FRIGEAVIA / TELEAVIA, au tournant des années 1960. 
Le mouvement ouvrier de l'usine Sud-Aviation à Bouguenais comptant plus de 2 600 employés, qui dura du 14 mai au 14 juin 1968, est à la fois le premier et le plus long de Mai 68. La direction voulait réduire le temps de travail de 48h par semaine à 46h30 puis 45h, en ne compensant les pertes de ressources qu'à hauteur de 1 % du salaire.
En 1970, Il fusionne avec Nord-Aviation et la Société d'étude et de réalisation d'engins balistiques pour créer la Société nationale industrielle aérospatiale (SNIAS).

## Production

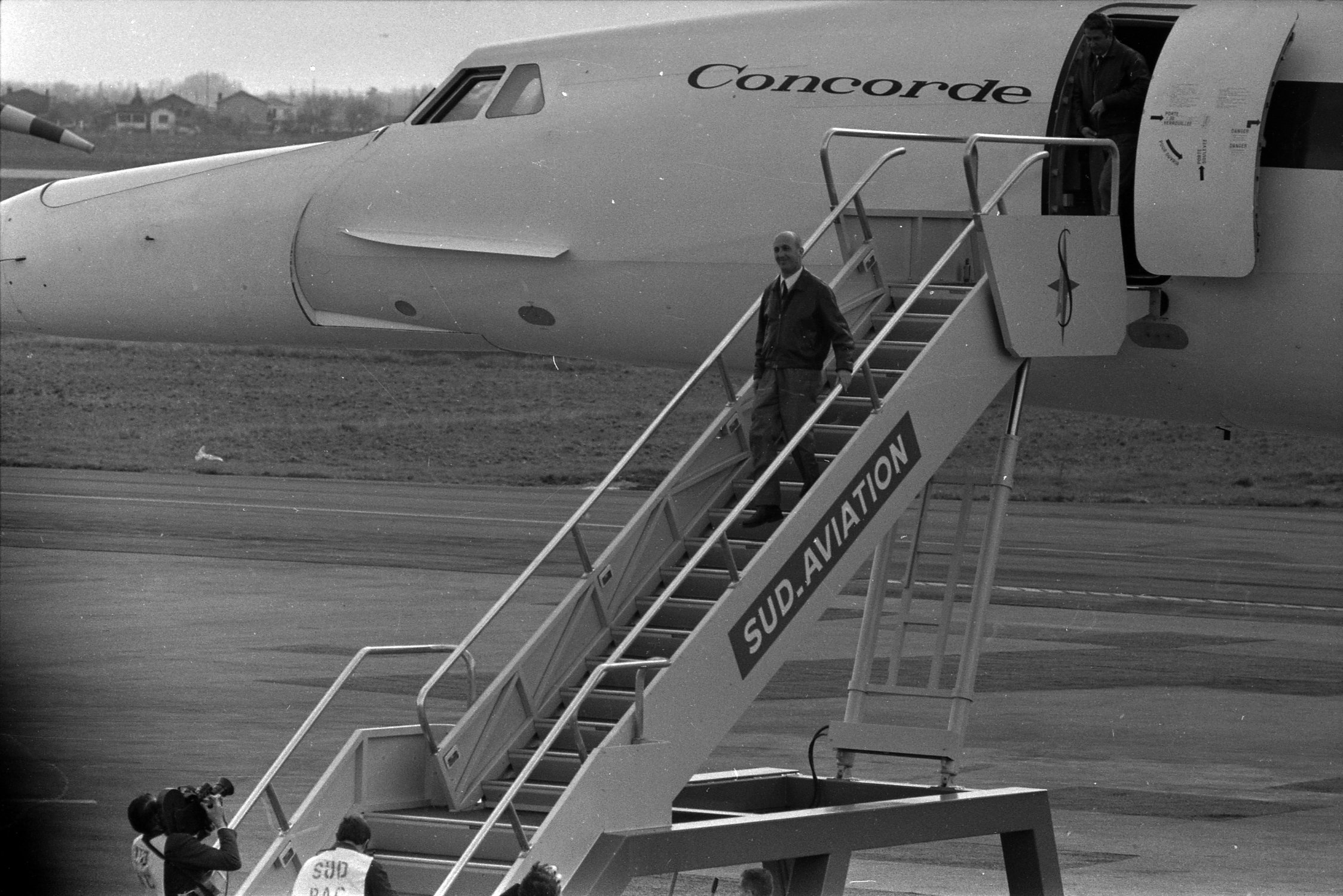
Le Concorde après son premier vol le 2 mars 1969 sur l'aéroport de Toulouse-Blagnac.

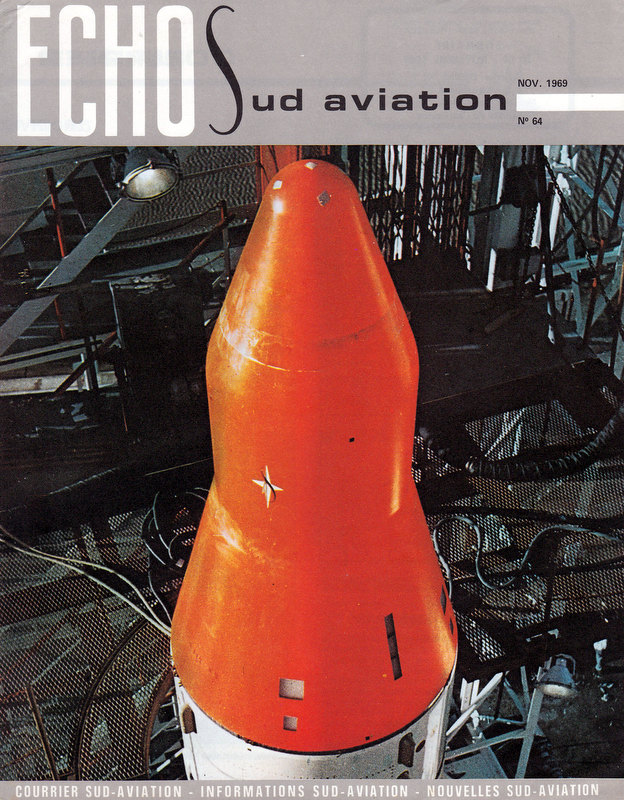
La Une du no 64 du bulletin interne Échos Sud-Aviation de novembre 1969, avec photo d'un prototype d'un corps de rentrée d'un MSBS M1.

### Avions
- SNCASE SE.116 Voltigeur, projet abandonné d'avion d’observation militaire, 1958
- Caravelle, transport civil, 1958
- Super-Caravelle, projet qui aboutit à Concorde
- Concorde, transport civil, réalisé en collaboration avec l'entreprise britannique BAC British Aircraft Corporation[6], 1969
- Sud-Aviation SA-X-125 ECAT (École et Appui Tactique), projet d'avion d'entraînement avec des capacités d'attaque au sol.
- Sud-Aviation SA-X-600, projet d'avion de combat à décollage et atterrissage vertical.

### Hélicoptères

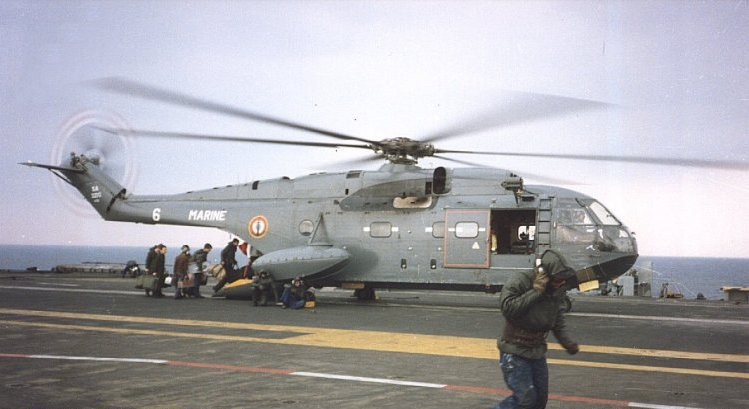
Un hélicoptère Super Frelon, le plus gros produit par Sud-Aviation, sur le pont d'envol du Clemenceau en 1985.

- Alouette II, hélicoptère léger, 1955
- Alouette III, hélicoptère léger, 1959
- Super Frelon, hélicoptère, 1967
- Puma, hélicoptère de transport, 1969

### Fusées-sondes

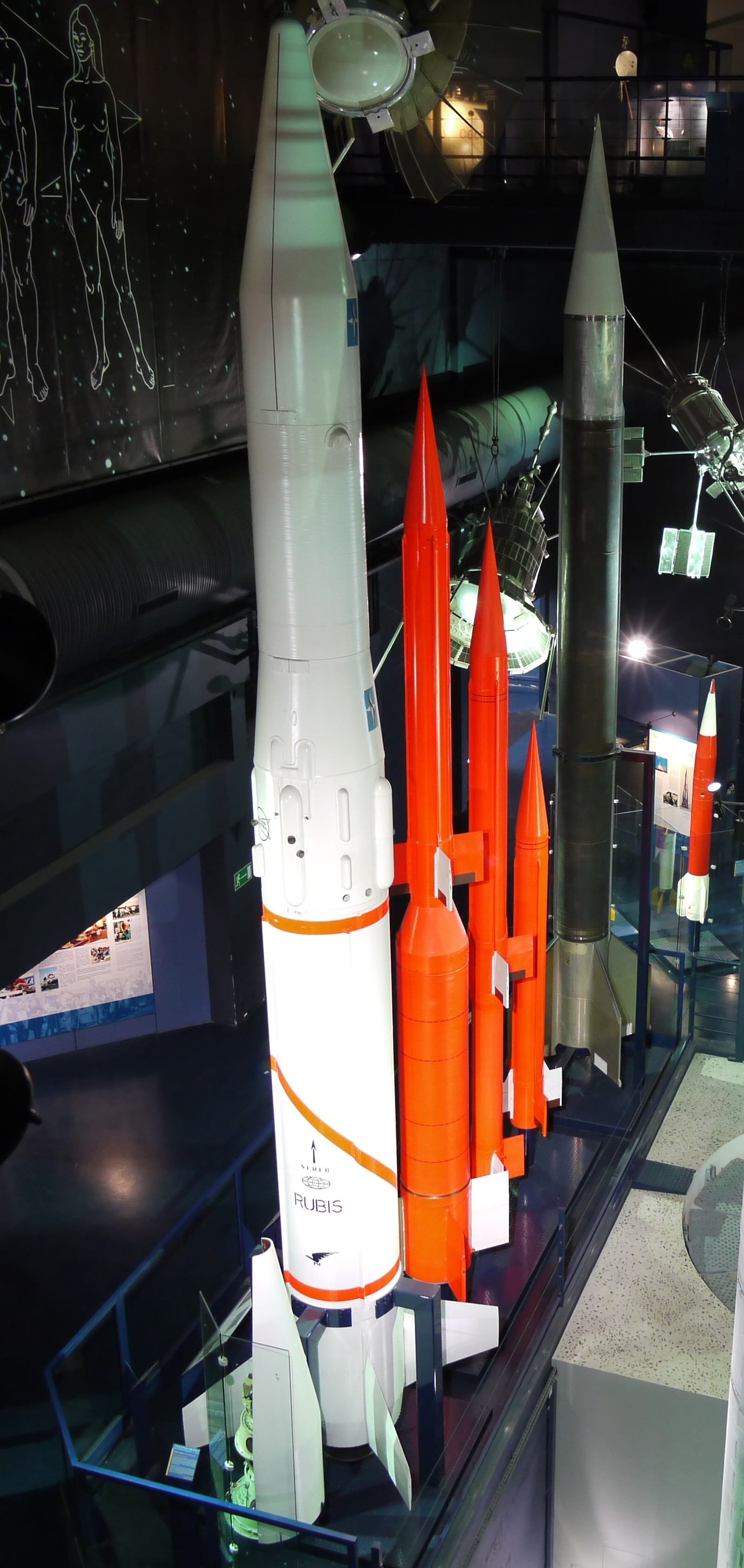
Fusées sondes Bélier, Centaure, Dragon et Veronique au musée de l'Air et de l'Espace (au premier plan, une fusée Rubis).

Au début des années 1960 l'établissement de Cannes de Sud-Aviation développe une première génération de fusées-sondes brulant du propergol solide sur la base de spécifications du CNET. Ces fusées-sondes sont construites en utilisant des blocs de poudre existant. Elles sont utilisées par différentes agences (CNET, CNES, ESRO) et les armées pour des missions scientifiques et technologiques.  Une deuxième génération de fusées-sondes plus modulaires et plus performantes est développée dans la deuxième moitié des années 1960. Un des modèles est construit sous licence par l'Inde et le Pakistan. 
| Caractéristiques            | Bélier              | Centaure              | Dragon                | Bélier III          | Dragon III           | Dauphin             | Éridan              |
| --------------------------- | ------------------- | --------------------- | --------------------- | ------------------- | -------------------- | ------------------- | ------------------- |
| Génération                  | Première génération | Première génération   | Première génération   | Deuxième génération | Deuxième génération  | Deuxième génération | Deuxième génération |
| Nombre lancements           | 16                  | 99                    | 30                    | 3                   | 7                    | 6                   | 15                  |
| Dates lancement             | 1961-1970           | 1961-1974             | 1962-1972             | 1968-1969           | 1968-1973            | 1967-1979           | 1968-1979           |
| Performances                |                     |                       |                       |                     |                      |                     |                     |
| Masse charge utile          | 32 kg               | 30 à 60 kg            | 60 kg                 | 30 à 60 kg          | 60 kg                | 130 à 250 kg        | 130 à 250 kg        |
| Altitude maximale           | 80 km               | 130 à 200 km          | 475 km                | 30 à 60 km          | 560 km               | 100 à 150 km        | 220 à 425 km        |
| Caractéristiques techniques |                     |                       |                       |                     |                      |                     |                     |
| Masse totale                | 315 kg              | 490 kg                | 1 190 kg              | 352 kg              | 1 288 kg             | 1 132 kg            | 2 127 kg            |
| Diamètre (étage supérieur)  | 30,5 cm             | 30,5 cm               | 30,5 cm               | 30,5 cm             | 30,5 cm              | 56 cm               | 56 cm               |
| Longueur                    | 5,9 m               | 7,08 m                | 8,16 m                | 5,9 m               | 8,16 m               | 6,21 m              | 9,92 m              |
| Étages                      | 1                   | 2                     | 2                     | 1                   | 2                    | 1                   | 2                   |
| Propergol                   | épictète            | plastolite + épictète | plastolane + épictète | isolane             | plastolane + isolane | plastolane          | plastolane          |
| Poussée au décollage        | 20 kN               | 42 kN                 | 90 kN                 | 21,5 kN             | 42 kN                | 90 kN               | 90 kN               |
| Durée combustion            | 21 s.               | 27 s.                 | 37 s.                 | 23,4 s.             | 27,7 s.              | 16 s.               | 32 s.               |

## Dirigeants successifs
À partir de la création de la société, les dirigeants sont :
- 1957 : Georges Héreil
- 19 juillet 1962 : le Général André Puget[9]
- 1er janvier 1967 : Maurice Papon[10]
- 3 août 1968 : Henri Ziegler[11]